# José Gil
José Gil né le 15 juin 1939 à Muecate au Mozambique, est un philosophe et essayiste portugais, de langue française et portugaise. Exilé en France pendant le salazarisme, il y étudia pour ensuite enseigner la philosophie à la Nouvelle université de Lisbonne (Universidade Nova de Lisboa) et au Collège international de philosophie, à Paris.

## Philosophie
Héritier de la phénoménologie qu'il a étudiée en France, José Gil est un penseur qui met le corps au cœur de sa réflexion. Il est également un spécialiste d'Antonin Artaud et Gilles Deleuze, ainsi que de son compatriote le poète Fernando Pessoa.

## Œuvres
- La Crucifiée, Éditions La Différence, 1983.
- La Corse – Entre la liberté et la terreur, Paris :Éditions La Différence, 1984.
- Métamorphoses du corps [(pt) As Metamorfoses do corpo, 1980], Paris : Éditions La Différence, 1985.
- Fernando Pessoa ou la métaphysique des sensations [(pt) Fernando Pessoa ou A Metafisica das Sensações, 1988], Paris : Éditions la Différence, 1988.
- Cimetière des Plaisirs [(pt) Cemitério dos Desejos, 1990], Paris : Éditions La Différence, 1990.
- (pt) Portugal Hoje – O Medo de Existir, Lisboa : Relógio D’Água Editores, 2004.

Articles importants
- « L'alphabet de la pensée », in Rue Descartes, Paris, PUF, 1998. Ouvrage collectif sur « Gilles Deleuze. Immanence et vie ».
- « La danse, le corps, l’inconscient », in Terrain, 35 | septembre 2000, mis en ligne le 08 mars 2007.